# الیاسان‌امیری
الیاسان‌ اجاق(سفلی)، روستایی از توابع بخش کلیائی شهرستان سنقر در استان کرمانشاه ایران است.الیاسان اجاق(سفلی)، روستایی از توابع بخش کلیائی شهرستان سنقر در استان کرمانشاه ایران ود ۱۲۰ کیلومتری شمال شهرکرمانشاه است.فاصله آن تا مرکز شهرسنقر ۲۸ کیلومتر ودر جاده سنقر کامیاران پس از گذر از روستای شورآباد وشهرسطر وروستای چشمه بهاءالدین ودوگل بنده وکل سفید نرسیده به چشمه گیلان سه راهی آسفالتی ۳کیلومتربعداز جاده اصلی میباشد که مسیر اصلی روستای آگاه سفلی نیز از همین روستا می باشد ودارای جاده آسفالته(قیل تاو)می باشدضمنا باتوجه به دوران باز نشستگی بعضی از مهاجرت کنندگان این روستا به شهرهای تهران وکرمانشاه مجدد بعضی ها به روستا برگشته ونوسازی ساختمان انجام داده وبه صورت فصلی از ویلاهای ییلاقی خود استفاده میکنند.روستای الیاسان دارای مدرسه ابتدایی کانکس که به لطف خیرین در شرف ساخت مدرسه ابتدایی دوکلاسه میباشند که در دست طراحی میباشد.وهمچنین دارای مسجد بنام امیرالمومنین علیه السلام که بوسیله کمکهای مردمی وتحت مدیریت خانواده آدینه ساخته شد. ارتزاق مردم از محل تولید محصولات کشاورزی شامل گندم و نخود وعدس ولوبیا وسیفی جات ودامداری دامهای سبک وسنگین(گوسفندوگاو)ومرغ محلی وبوقلمون میباشد. شهرتهای این روستا عموما آدینه ملکیان زارعی نوری مهدوی حشمتی امجدیان رستمی رستگاری ردگاه شریفی قاسمی کریمی عزیزی قدیمی وفرهنگی میباشد. این روستا یک ش ه ی د از خانواده رستگاری ورستمی بنام ش هید حشمت اله رستگاری(رستمی) فرزند مرحوم مشهدی فتحعلی تقدیم کشور کرده است.این روستا در دامنه تپه کانی دروزنه بوده که در قسمت غربی روستا این تپه وجوددارد که محل قرارگیری منبع آب روستا میباشد که البته روستا دارای آب لوله کشی وبرق وگاز لوله کشی می باشد ودرامتداد تپه غربی آن رشته کوه را ادامه دهیم دربالای کوه به نقطه ای خواهیم رسید که غاری کشف نشده وجوددارد که بهتراست مورد واکاوی و کارشناسی قرارگیرد چرا که پس از پرتاب سنگ در آن بعداز چنددقیقه صدای افتادن سنگ در آب میشنویم که سوژه خوبی برای متخصصین وکارشناسان حوزه مربوطه میباشد. محل قرارگیری زمینهای کشاورزی آن به ترتیب از سمت شمال شرقی روستا دشت اسدیه و شمال روستا پانی پان وبالای جاده ومله آگاه و شمال شرقی نثاربگالی وشرق ناوملان وجنوبشرق خورتاو کانی گیلان و جنوبشرقی روستا خورتاو کل سفید و غرب روستا دشت غراول وروبروی آبادی واکثر زمینهای آنها دیم بوده که زمینهای آبی درحاشیه رودخانه وجویله پانی پان وجویله آسیاو وجویله جوچین ها قرارگرفته ومدت ده سالی است که مردم زحمتکش روستا به باغ وباغداری روی آورده وبه کاشت نهال اقدام نموده اند که کاری خوب وپسندیده است ودراین روستا کمتر کسی است که تراکتور نداشته باشد وعموما برای خود وهمسایگان وبعضی کسانی که در شهر میباشندودر روستا زمین دارند با تراکتور کارکشاورزی انجام میدهند مردمان دلسوز وزحمتکش روستا حمایت همه جانبه بایکدیگرداشته ودرکارخیروشر یکدیگر دلسوزانه زحمت میکشندودر حمایت ازنظام وکشورهمیشه در انتخابات حضور به هم رسانده ودر رای گیری شرکت می نمایند ونیزدهدار روستا آقای احمدرستگار برادر زاده ش ه ی د حشمت اله رستگاری میباشد.روستاهای همجوار روستای الیاسان در شمال روستای آگاه علیا در شمال غرب روستای آگاه سفلی در جنوب روستای کنده سرخ وروستان الیاسان علیا ودر غرب روستای لنجاب ودر جنوبغرب روستای چشمه گیلان ود جنوبشرق روستای کلسفید که پاسگاه نیروی انتظامی وخانه بهداشت ودرمان دراین روستا قراردارد و همچنین دانش آموزان روستای الیاسان سفلی برای ادامه مقطع تحصیلی راهنمایی ودبیرستان به روستای لنجاب وروستای کلسفید مراجعه می نمایند.بزرگان فعلی روستای الیاسان :مشهدی شیرعلی حشمتی و پنجعلی زارعی وبرجعلی نوری وخلیل مهدوی وبخشعلی کریمی وصیدعلی ملکیان احمدقاسمی حسین رستگاری علیمراد صدری رضا مهدوی وجمشید مهدوی وعلی آقا مهدوی نصرت رستگاری وهمچنین اشخاصی از خانواده های آدینه ومهدوی ورستگاری ومرادی وهمتی وامجدیان و...که درشهرهای تهران کرمانشاه وسنقر زندگی میکنند وبه صورت فصلی برای کشاورزی درتابستان به روستا عزیمت میکنند عموم کسانی که ازاین روستا به شهرهای تهران وکرمانشاه وشهرهای دیگرکشور مهاجرت کرده اند به شغل برق صنعتی و مهندسی الکترونیک ورشته های مهندسی معماری وشهرسازی وساختمان سازی مشغول بکارمیباشند که از جمله این خانواده ها خانواده های عزیزی وحشمتی که به مشاغل وتحصیل دررشته های مهندسی الکترونیک وبرق قدرت وشبکه انتقال برق فشارقوی وضعیف وصنعتی مشغول بکاربوده وهمچنین خانواده های آدینه وقدیمی وفرهنگی نیز تحصیل ومشغول به رشته برق صنعتی ومهندسی الکترونیک وشبکه فشارقوی وضعیف وهمچنین تحصیل دررشته های معماری وشهرسازی وساخت وساز مشغول بکارمی باشند.به لطف حکومت جمهوری اسلامی این روستا دارای آب وبرق وگاز لوله کشی بوده و عموم مردم نسبت به نوسازی خانه های مسکونی اقدام کرده اند واین روستا به لطف خدا دارای مردمانی فهیم و پاک و صادق و درستکار می باشند و از آنجاییکه بیشتر کشاورزی دیم انجام میدهند ازفصل پاییزتا آخرفصل بهار دست به دعا برای نزولات جوی می باشند که خداوند لطف ومرحمت نموده برف وباران خود را برای حاصلخیزی زمین عطا فرماید.

## جمعیت
این روستا در دهستان آگاهان قرار دارد و براساس سرشماری مرکز آمار ایران در سال ۱۳۸۵، جمعیت آن ۱۰۳ نفر (۲۲خانوار) بوده‌است.